# اویرات‌لی (بسنی)
اویرات‌لی (به ترکی استانبولی: Oyratlı) یک منطقهٔ مسکونی در ترکیه است که در بسنی واقع شده‌است.